# ماك كونر
ماك كونر (بالإنجليزية: Mac Connor)‏ هو رسام توضيحي أمريكي، (و. 1913 – 2019 م).